# BALTOPS

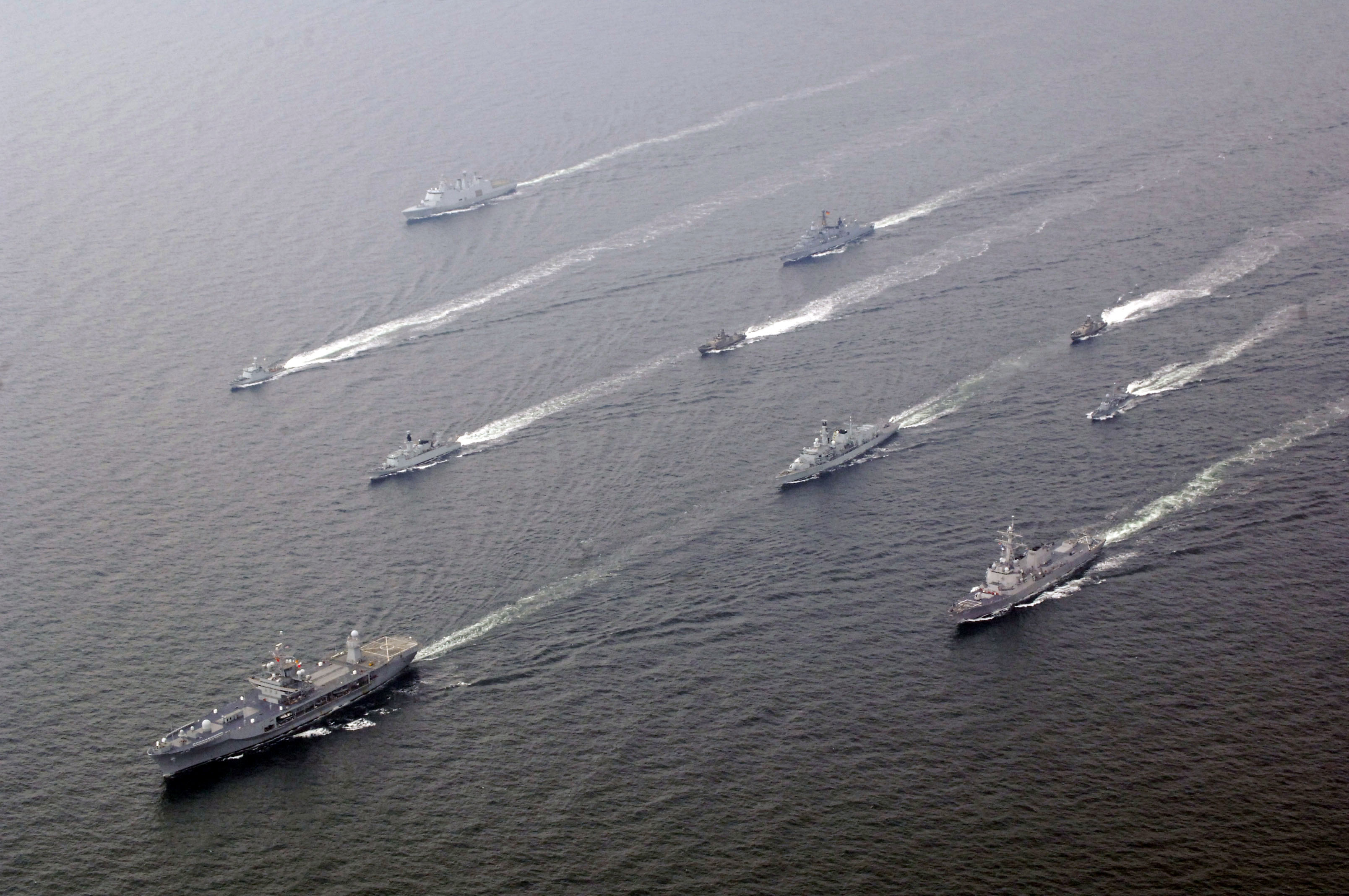
Multinationaler Verband während BALTOPS 09

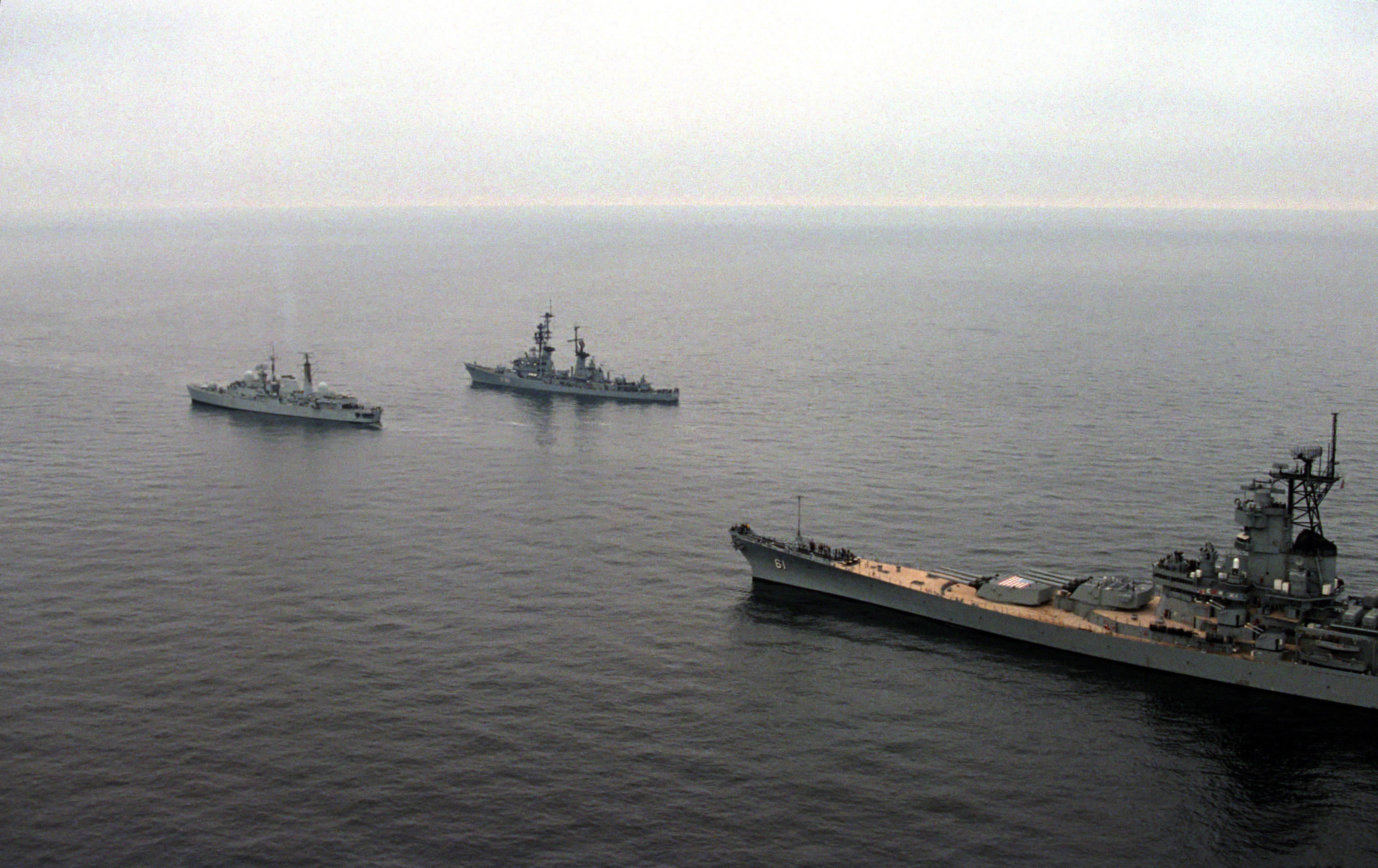
Das US-Schlachtschiff Iowa, der westdeutsche Zerstörer Mölders und der britische Zerstörer Liverpool beim Manöver 1985

Baltic Operations, kurz BALTOPS, ist ein multinationales Manöver, das seit 1971 jährlich in der Ostsee stattfindet. Es wird von der United States Navy organisiert. Neben ihr waren von Beginn an regelmäßig Marinen der anderen NATO-Staaten beteiligt.

## Nach dem Ende des Kalten Krieges

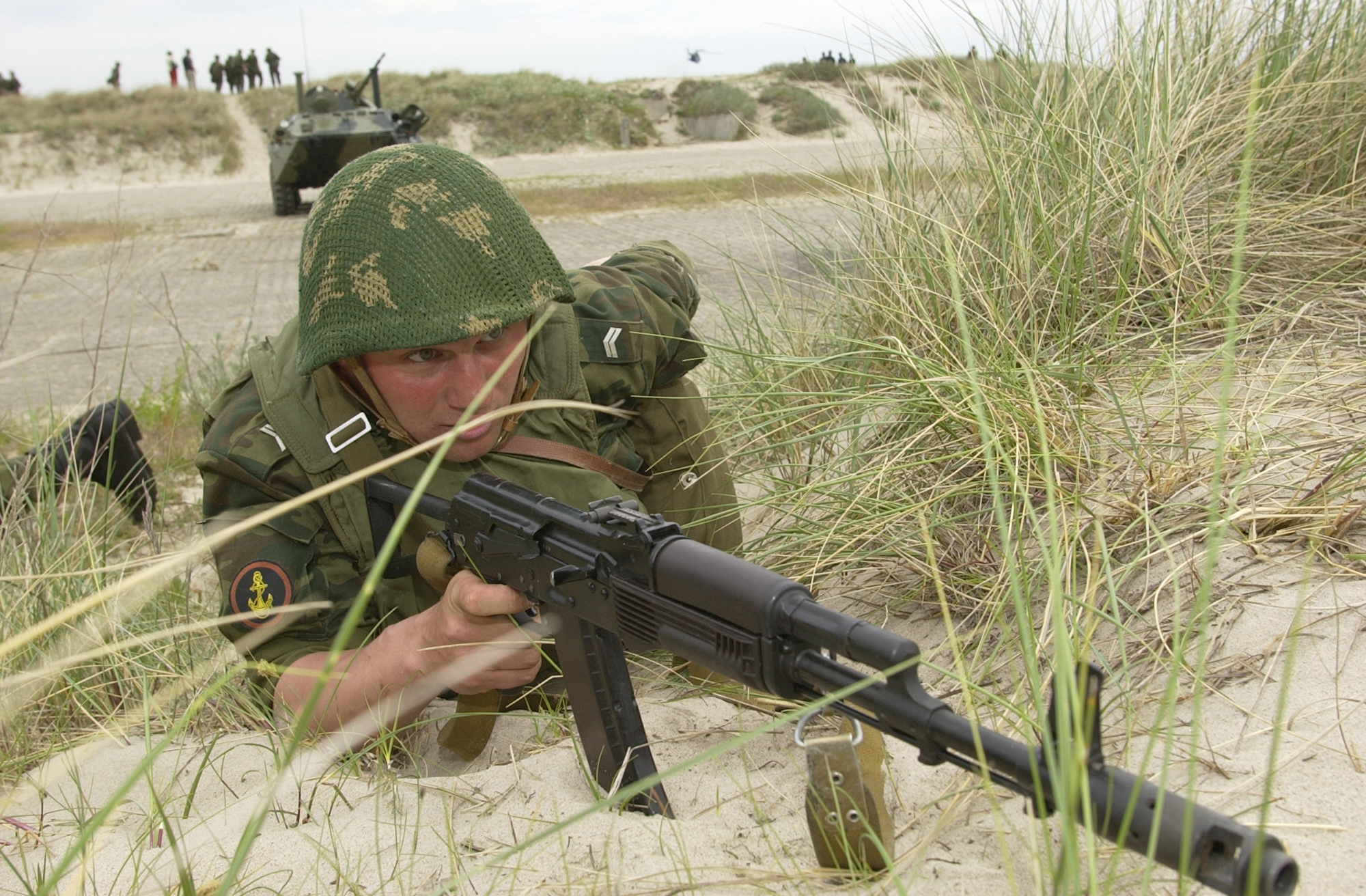
Russischer Marineinfanterist, BALTOPS 2003

Nach dem Ende des Kalten Krieges wurden auch Marinen der ehemaligen UdSSR eingeladen, im Rahmen der Partnerschaft für den Frieden an den BALTOPS teilzunehmen. Ab 1993 wurden sie an der Planung und Strategieerstellung der Übung beteiligt, ab 1997 durften sie auch am eigentlichen Manöver teilnehmen.
2008 nahmen so 47 Einheiten aus 13 Ländern teil. Als Szenario wurde ein Krieg zwischen den Ostseeanrainern Bluland und Midland simuliert. Ziel der Übung war es, die Kooperation und Koordination zwischen den beteiligten Marinen zu stärken.
Im März 2014 besetzten russische Truppen völkerrechtswidrig die ukrainische Halbinsel Krim. Das Putin-Regime ließ ein Schein-Referendum abhalten, annektierte die Krim und begann bald darauf den Krieg im Donbass.
Beim BALTOPS-Manöver 2015 sollten erstmals US-Bomber des Typs B-52 üben, Minen über schwedischem Territorium abzuwerfen.
Karl Engelbrektson, Generalmajor der schwedischen Streitkräfte, äußerte, es solle ein klares sicherheitspolitisches Signal gesendet werden.

## BALTOPS 2016
Beim BALTOPS-Manöver 2016 übten vom 3. bis 19. Juni circa 6100 Soldaten. Neben den USA als Führungsnation (u. a. Kommandoschiff Mount Whitney) und Deutschland beteiligten sich Soldaten, Schiffe und Flugzeuge aus Belgien, Dänemark, Estland, Frankreich, Italien, Lettland, Litauen, den Niederlanden, Norwegen, Polen, Portugal, Spanien und Großbritannien (u. a. LPH Ocean, Fregatte Iron Duke, Minenjagdboot Quorn) ; dazu kamen die Nicht-NATO-Länder Finnland und Schweden. Es nahmen wiederum US-Bomber des Typs B-52 teil.
Die Deutsche Marine beteiligte sich mit folgenden Kräften:
- Einsatzgruppenversorger Berlin
- Fregatte Sachsen
- Hohlstablenkboot Siegburg
- Schnellboote S 80 Hyäne, S75 Zobel und S76 Frettchen
- Minenjagdboot Dillingen und Tender Donau als Teil der Standing NATO Mine Counter Measures Group 1 (SNMCMG 1)
- 1 Zug des Seebataillons auf dem niederländischen Landungsschiff Johan de Wit
- Schnellboot S73 Hermelin und der Tender Elbe (zeitweise)[10]

## BALTOPS 2022
Insgesamt 14 NATO-Länder, die Beitrittskandidaten Finnland und Schweden eingerechnet, nahmen an der 51. BALTOPS-Übung vom 5. bis 17. Juni 2022 teil. Die üblichen Minenräumübungen wurden von US-Seite durch Versuche mit unbemannten Unterwasserfahrzeugen und der Sammlung von Umweltdaten für Zielerkennungsalgorithmen erweitert, in Verbindung mit dem Naval Undersea Warfare Center und dem Naval Information Warfare Center Pacific.
Teilnehmende Schiffe waren die Kearsarge, Mount Whitney, Porter, sieben britische Schiffe, der finnische Minenleger Uusimaa, die schwedische Korvette Nyköping, das polnische Landungsschiff Toruń, die deutsche Fregatte Sachsen, der Einsatzgruppenversorger Berlin, die Korvette Braunschweig und die Minenjagdboote Fulda und Homburg.
BALTOPS 2022 wurde durch zwei russische Korvetten beobachtet.

## BALTOPS 2024
2024 fand BALTOPS zum 53. Mal statt. Vom 4. bis 20. Juni 2024 war es das größte BALTOPS-Manöver, das bis dahin abgehalten wurde. Zum ersten Male waren – nach dem Beitritt Schwedens – alle Teilnehmerstaaten NATO-Mitglieder.

## BALTOPS 2025
Vom 5. bis zum 20. Juni 2025 fand BALTOPS 2025 mit 17 NATO-Ländern statt. Die teilnehmenden Einheiten übten im Verbund unter anderem die Abwehr von U-Booten, den Einsatz unbemannter Systeme, Minenräumen, Kampfmittelbeseitigung und Luftverteidigung auf See.